# Alukah
 (août 2023).
Alukah est un mot hébreu signifiant  sangsue du cheval - haemopis sanguisuga), sangsue pourvue de mâchoires dentées se fixant dans la gorge des animaux.

Selon les chercheurs, Alukah peut signifier monstre sanguinaire ou vampire. Il est fait mention à la sangsue (alukah) pour la première fois dans le proverbe 30:15 de la bible traduite par Louis Segond et parue en 1910.
La description la plus détaillée de Alukah figure dans le Sefer Hassidim où la créature est supposée être un être humain vivant, mais pouvant se métamorphoser en loup. Elle peut également voler (en déployant sa longue chevelure) et peut éventuellement mourir si elle ne peut se nourrir de sang. Quand un vampire meurt, on peut l'empêcher de devenir un démon s'il est enterré la bouche pleine de terre.
Salomon fait référence à un démon femelle appelé Alukah dans un de ses proverbes. L'énigme rapporte la capacité d'Alukah de maudire l'enfant dans le corps de sa mère.
Alukah fut de nombreuses fois associée à Lilith ou supposée être sa descendante directe. Le nom d'Alukah pourrait simplement être un autre titre de Lilith.

## Hommage
Alukah est une des 1 038 femmes représentées dans l'œuvre contemporaine The Dinner Party de Judy Chicago, aujourd'hui exposée au Brooklyn Museum. Cette œuvre se présente sous la forme d'une table triangulaire de 39 convives (13 par côté). Chaque convive étant une femme, figure historique ou mythique. Les noms des 999 autres femmes figurent sur le socle de l'œuvre. Le nom d' Alukah figure sur le socle, elle y est associée à Kali, quatrième convive de l'aile I de la table.